# گونگن-زوکوری

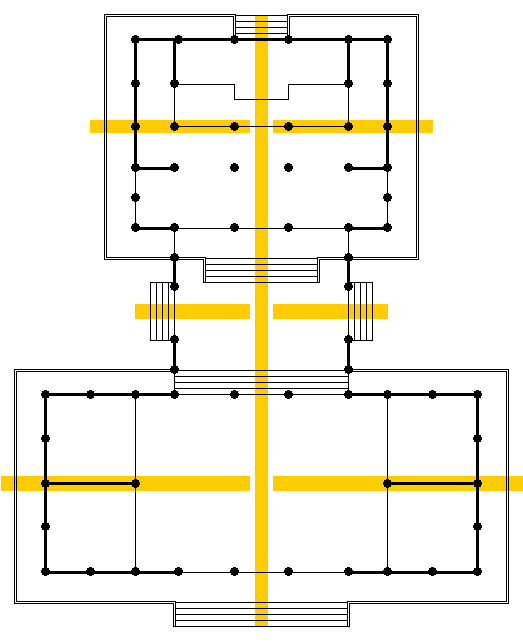
نقشه معبدی شینتویی با سبک گونگن. از بالا ابتدا هایدن قرار دارد و سپس هوندن یا محراب اصلی

گونگن-زوکوری (به ژاپنی: 八棟造) یا ایشی-نو-ما-زوکوری (به ژاپنی: Ishi-no-ma-zukuri石の間造) یکی از سبک‌های ساخت معبد شینتویی است. در این معبد هایدن (شینتو) ( به سالن مخصوص دعا و سخنرانی گفته می‌شود که معمولاً در جلوی محراب اصلی قرار دارد)،  و هوندن  (محراب اصلی)، در زیر یک سقف به شکل حرف H به هم پیوسته شده‌اند.